# Radiato barbaro
Un radiato barbaro è un'imitazione dell'antoniniano, un tipo di moneta emessa durante l'Impero romano, così denominato a causa dello stile crudo e della prominente corona radiata indossata dell'imperatore.

## Storia
I radiati barbari furono emessi privatamente prima di tutto durante la crisi della fine del III secolo nelle province occidentali. Non erano generalmente considerati come falsi giacché erano più piccoli delle emissioni standard e probabilmente servivano come piccole monete di cambio.
Anche se i primi numismatici, in particolare Philip V. Hill, teorizzavano che i radiati barbari erano stati prodotti molto tempo dopo i loro prototipi e durante i periodi bui e nel periodo Sassone, lavori più recenti indicano che erano generalmente contemporanei ai loro prototipi.
Secondo Hill, in Inghilterra, anche se i radiati barbari erano chiaramente prodotti in diversi luoghi, l'evidenza dei tesori dimostra la presenza di stili locali. Ad esempio nell'Inghilterra del nord ci fu una forte spinta a produrre radiati barbari con al rovescio disegni senza bordi in rilievo, mentre nell'Inghilterra del sud erano più comuni figure con rilievo più alto, tratti più spessi e più pieni. "Scuole artistiche" simili esistono anche nei pezzi prodotti nell'Europa continentale.
I radiati barbari mostrano molte peculiarità, causate dalla loro produzione non ufficiale. Tipi che al rovescio mostrano una certa divinità o personificazione, ad Spes, possono presentare invece una legenda diversa, ad esempio per la Pietas. In alcuni esemplari attributi od oggetti normalmente associati ad una divinità o personificazione sono mostrati con una differente divinità o personificazione. Ad esempio lo scettro, che è normalmente associato alla Pax, è invece mostrato con la Pietas. Il risultato è una generica identità della divinità o personificazione del rovescio.
Le leggende dei radiati barbari vanno da copie corrette ed esatte del prototipo, ad un miscuglio di lettere e simboli incomprensibili, senza significato. I pezzi più piccolo, noti come minimi, di diametro inferiore ai 10 mm, spesso sono anepigrafi. Nelle imitazioni particolarmente degradate c'è la tendenza ad enfatizzare una particolare caratteristica del prototipo, in questo caso la corona radiata.
I prototipi imitati più frequentemente sono quelli degli imperatori Gallici come i Tetrici (270-273), Tetrico I e suo figlio, Tetrico II. Poi ci sono le imitazioni di Claudio II il Gotico (270), specialmente le emissioni postume con l'altare al rovescio, e di Vittorino (268-270). 
Imitazioni degli antoniniani di Postumo sono rare, anche se le imitazioni dei suoi grandi bronzi (come il doppio sesterzio) sono relativamente comuni. 
Altri tipi non comuni sono, in ordine di frequenza Gallieno, Quintillo, Probo, Aureliano, e Tacito.